# Apollo Theatre
Apollo Theatre är en teater på Shaftesbury Avenue i City of Westminster i London, Storbritannien. Den ritades av arkitekten Lewin Sharp och invigdes 21 februari 1901 med den amerikanska musikalkomedin The Belle of Bohemia.

## Utformning
Teaterns fasad byggdes i fransk renässansstil av  Walter Wallis och teaterns salong är byggd i fyra våningar. Vid teaterns invigning, 1901 hade teatern 893 sittplatser, men idag är detta antal 775.

## Historia
Henry Lowenfeld köpte mark på den nyanlagda Shaftesbury Avenue vid 1900-talets början och lät där bygga en teater, vägg i vägg med the Lyric Theatre, som invigdes 1888.
Apollo Theatre var arkitekten Lewin Sharps enda färdiga teaterdesign och den fjärde teatern på Shaftesbury Avenue, efter Shaftesbury Theatre (1888) the Lyric Theatre (1888) och Royal English Opera House (1891). Teatern utformades speciellt för musikalteater och döptes efter den grekiska guden Apollon, som i den grekiska mytologin bland annat var musiken och diktningens gud.

### Takraset 2013
19 december 2013, ungefär klockan 20:15 lokal tid, rasade delar av teaterns innertak in i salongen. Teatern var fullsatt och raset, som inträffade under Mark Haddons pjäs Den besynnerliga händelsen med hunden om natten, rev bland annat ner en ljusramp. Ett 80-tal av teaterbesökarna skadades, varav 51 fördes till sjukhus. Dock hade ingen av dessa några livshotande skador.